# Гражданская оборона
«Гражданская оборона» (укр. Цивільна оборона) — радянський та російський рок-гурт, заснований 8 листопада 1984 в Омську Єгором Лєтовим і Костянтином Рябиновим, найбільш помітний представник сибірського панк-року. Музика колективу на початковому етапі являла собою панк-рок з сильним гаражним впливом, що зберігався протягом творчої діяльності гурту, а в 1990-х роках її стилістика змістилася в бік психоделічного року. «Гражданская оборона» була однією з найвпливовіших панк-рок-гуртів СРСР і Росії. Гурт розпався в 2008 році після загибелі Єгора Лєтова.

## Історія

### Ранній етап творчості (1984—1986)
Наприкінці 1982 року Лєтов створив проєкт-попередник «Гражданская оборона» — гурт «Посев», названа на честь відомого дисидентського журналу Народно-трудового союзу російських солідаристів. За два з половиною роки в рамках проєкту було записано десять альбомів. Серед учасників були і майбутні музиканти новоствореного гурту: Костянтин Рябінов, Андрій Бабенко, Євген Дєєв. Перший склад:
- Єгор Лєтов — вокал, ударні, гітара;
- Костянтин Рябінов (Кузя УО) — бас-гітара;
- Андрій Бабенко (Бос) — гітара.

У березні 1985 року колектив покинув Бабенко.
Матеріалом перших двох альбомів («Поганая молодёжь» і «Оптимизм») були ранні твори 1982-1985 років, однак записати ці два альбоми гурту в 1985 році не вдалося з причини переслідувань її членів з боку КДБ: Рябінов, незважаючи на проблеми зі серцем, був відправлений на армійську службу, а Лєтова примусово госпіталізований в психіатричну лікарню. Перші два альбоми згодом частково реставрували й перезаписли в 1988 році з використанням раритетних доріжок 1985—1987 років.
Влітку 1986 року Лєтов спільно з Євгеном Філатовим записав акустичний альбом «Гражданская оборона» — «Игра в бисер перед свиньями», матеріал якого згодом буде переписаний Лєтовим поодинці і вийде під назвою «Красный альбом».

### Популярність (1987—1990)

#### Студійний період
У 1987 році гурт виїхав на перший новосибірський рок-фестиваль (10—13 квітня 1987 року). Окрім Лєтова в концертний склад групи увійшли Олег та Євген Ліщенко (обидва — дует «Пік Клаксон»). У момент оргкомітет фестивалю знаходився в замішанні: обласний комітет комсомолу заборонив приїзд гуртів «Звуки Му» й «АукцЫон». У програмі звільнилося місце і президент рок-клубу представив начальству Омську команду в якості заміни як «пай-хлопчиків». Музиканти Лєтова виступили як гурт «Адольф Гітлер» (назва спільного проекту Лєтова та Ліщенко) і в першу чергу організатори схаменулися, гурт встиг відіграти 25 хвилин. Виступ вразив публіку. Численні гості фестивалю рознесли легенду про групу по всій країні. Натхнений Лєтов за травень-червень 1987 записав п'ять альбомів «Гражданская оборона»: («Красный альбом» (електричний), «Мышеловка», «Хорошо!!», «Тоталитаризм», «Некрофилия»). Однак всі п'ять альбомів і були записані на самоті, в анотації до них склад гурту вказувався так:
- Джа Егор — вокал;
- Лукич — ударні;
- Майор Мешков — гітара;
- Килгор Траут — бас;
- Дохлый — гітара.

Під усіма цими псевдонімами ховався сам Лєтов. Міфічний «Майор Мешков» отримав ім'я на честь майора КДБ Мєшкова Володимира Васильовича, який вів справу проти Лєтова і його соратників, Килгор Траут — один з улюблених Лєтовим персонажів Курта Воннеґута, Лукич — посилання на Леніна, Дохлый — давній псевдонім Лєтова.
Взимку 1988 роки знову практично без сторонньої допомоги Лєтов записав ще три альбоми гурту: «Так закалялась сталь», «Всё идёт по плану», «Боевой стимул». Альбоми записувалися в квартирних умовах (пізніше кімната в квартирі Лєтова, де відбувався запис альбомів «Гражданская оборона» та інших гуртів, отримала назву «ГрОб-Records»). Магнітоальбоми поширювалися шанувальниками самостійно. ЗМІ ігнорували гурт, і сам Лєтов зарозуміло ставився до уваги ЗМІ, вважаючи, що телебачення і радіо вбивають рок-музику. Проте пісні «Гражданской обороны» в кінці 80-х стали популярні в СРСР, і гурт міг скласти конкуренцію таким визнаним в радянських ЗМІ групам, як «Кино», «Алиса», «Наутилус Помпилиус». Неповністю ця слава підтримувалася через проблеми Лєтова з владою — Лєтову доводилося сидіти в психіатричній лікарні і ховатися від КДБ разом з Янкою Дяґілевою після скандального виступу на Новосибірському рок-фестивалі.

#### Концерти за СРСР
У 1988—1990 роках почалася концертна діяльність гурту. Склад групи багаторазово мінявся, окрім Лєтова, Рябінова і барабанщика Аркадія Клімкіна в гурті у різний час грали: Олег Судаков (Манагер), Ігор Жевтун (Джефф), Дмитро Селіванов, Янка Дягілєва, Євген Дєєв (Дабл), Ігор Староватов.
На початку 1989 року гурт приїжджає в Ленінград, тут з ними в якості продюсера працює Сергій Фірсов. Він організовує концерт в рок-клубі, влаштовує запис «живого» альбому «Песни радости и счастья», а також болванки до альбомів «Здорово и вечно», «Армагеддон-попс», «Война», «Русское поле экспериментов». Велика частина записується в студії гурту «АукцЫон», а акустичний сольник Лєтова «Русское поле експерименту» — у Фірсова будинку, там же ними записаний альбом альбом «Продано!» Янки.
Після цього Фірсов організував поїздку ГрОб в Таллінн, в Сімферополь, де вони в березні виступили з концертами в ДК МВС, Ялті та Гурзуфі. Звідти вони відбули на поїзді в Тюмень.
У тому ж 1989 році на ГрОб-студії були записані ще чотири альбоми «Гражданской обороны»: ««Здорово и вечно», «Армагеддон Попс», «Война» і «Русское поле экспериментов». У 1988—1990 роках Лєтов, Рябінов і Судаков активно працювали в паралельному проєкті «Коммунизм» (записано 15 альбомів).
У 1990 році був записаний альбом «Инструкция по выживанию», що складається в основному з пісень Романа Неумоева — лідера тюменської групи «Инструкция по выживанию», від яких він на момент запису альбому тимчасово відмовився за своїми переконаннями. Єгор записав цю платівку удвох з Джеффом, який стояв біля витоків гурту. Єгор Лєтов також часто виконував пісні «Непрерывный суицид» і «Родина-смерть» на концертах. Згодом, на початку 2000-х років, Роман Неумоєв опублікував на своєму сайті глави «Міфології» зі спогадами, в яких фігурували в тому числі Єгор і Янка, після чого відносини між Неумоева і Лєтовим були припинені. Єгор назвав ці спогади «байками пасквільного змісту». Проблеми виникли і з виданням на CD. Буклети до першого видання альбому довелося передруковувати, так як Неумоев зажадав написати «Гражданская оборона исполняет песни группы Инструкция по Выживанию» на лицьовій стороні обкладинки. Надалі при перевиданні цей альбом був викреслений з каталогу гурту. Вважається, що Лєтов популяризував цим записом гурт «Инструкция по Выживанию». Для першого триб'юту «Гражданской обороны» Шнур і гурт «Ленинград» записали кавер на пісню «Красный смех», яка написана Романом Неумоева.
На початку 1990 року концертна діяльність тривала, склад гурту в той час був таким:
- Єгор Лєтов — вокал, гітара;
- Костянтин Рябінов — бас;
- Ігор Жевтун — гітара;
- Аркадій Клімкін — ударні.

Однак Лєтов до того моменту переситився славою гурту і почав побоюватися перевтілення гурту в комерційний проєкт, а постійні бійки й безлади, якими супроводжувалися концерти «Оборони», ще більше підштовхували Лєтова до рішення про припинення діяльності групи. 13 квітня 1990 відбувся останній концерт групи в Талліні, після чого на три роки група під назвою «Гражданская оборона» припинила існування. Лєтов, який перестав до того моменту давати концерти та інтерв'ю, створив в 1990 році психоделічний проєкт під назвою «Егор и Опизденевшие», який проіснував до 1993 року. В рамках проєкту було записано три альбоми: «Прыг-скок: детские песенки», «Сто лет одиночества» і «Психоделия Tomorrow».

### Відродження (1993—1994)
Наприкінці 1993 року Єгор оголосив про возз'єднання групи з назвою «Гражданская оборона». Перша ж акція, що пройшла в Москві в грудні 1993 року в ДК ім. Горького, носила назву «Руководство к действию» і закінчилася замість концерту великими заворушеннями і масовим вуличним побоїщем між прихильниками гурту і ЗМОПом. Організатори, не повідомивши нікого до відома, дали масовану рекламу, аж до телевізійної, і продали в 800-місцевий зал кілька тисяч квитків, після чого зняли касу і сховалися з грошима. Ближче до оголошеного часу початку концерту у ДК зібралася багатотисячна юрба, багато хто приїхав на концерт з інших міст. Людей не пускали всередину навіть за квитками. Міліція не контролювала ситуацію, і на підмогу прибуло кілька машин з бійцями ЗМОП, які застосовували для розгону натовпу сльозогінний газ і стрілянину в повітря. Розлючений натовп зняв з рейок трамвай. Лєтова також підбурив людей зі своєю заявою про свої комуністичні переконання, на що багато фанатів гурту, які вважали його досі анархістом і антирадянщиком, відвернулися від нього і звинуватили в зраді. Аналогічно надійдуть багато шанувальників гурту, які дотримувалися комуністичних поглядів, після того, як Лєтов «зав'яже» з політикою.
У 1994 році гурт активно гастролювала в рамках рок-руху «Російський прорив» спільно з іншими двома гуртами: «Инструкция по выживанию» (лідер Роман Неумоев) і «Родина» (лідер Олег Судаков). Також «Гражданская оборона» в цей час співпрацювала з НБП і підтримувала Зюганова на президентських виборах 1996 року.

### Криза складу (1995—1999)
У 1996 році були записані альбоми «Солнцеворот» і «Невыносимая лёгкость бытия» (у 2005 році перезведені, переосмислені і перейменовані відповідно в «Лунный переворот» і «Сносная тяжесть небытия»). Після чого «Гражданская оборона» кілька років не записувала альбоми, а перший альбом з новим авторським матеріалом групи з'явився тільки в 2004 році. У своєму роді це був перехідний період з великою кількістю концертів. Старий склад гурту поступово розпався, сформувався новий.
На концерті в Новосибірську влітку 1997 року Єгор Лєтов познайомився з Наталею Чумакової (до цього вони бачилися лише один раз, на похоронах Янки), яка незабаром стала бас-гітаристка гурту і дружиною Єгора. Ось як Лєтов розповідав про це знайомство:
Нас поселили до дівчини. Я її і не впізнав навіть. Сидимо на кухні, випиваємо з її колишнім, а всі інші на лавочці біля будинку курять. Тут один з наших музикантів — Махно — приходить і каже: «Швидше йдемо, це треба чути». Ми приходимо, а вона, як справжній коментатор, професійна розмова веде про «Милан» і «Ювентус». Так як я уболівальник футбольний зі стажем, почав з нею розмову вести, і все мені відразу стало ясно.
У 1998 році у гурті з'явився новий директор — Сергій Попков. До цього адміністративні функції виконувала колишня подруга Єгора — Анна Волкова.
Тури «ГО» по Росії формувалися так, що до обов'язкових виступів в Москві і Петербурзі ставилися інші концерти в невеликих містах. Такі тури були регулярними, проходячи кожну весну і осінь. Незважаючи на відсутність нових альбомів, а часто і реклами та концертних афіш, «Гражданская оборона» стабільно збирала повні зали. Гастролі служили гурту в основному для того, щоб заробити на запис альбомів, апаратуру для домашньої студії, нові книги та платівки, які закуповувалися за повернення.
У кінці 1990-х в групі назріла «криза складу». Дружина Костянтина Рябінова отримала квартиру в Санкт-Петербурзі, і в 1997 році Рябінов переїхав туди з Омську. Джефф живе в Москві. На концертах «ГО» постійно змінювався склад, соло-гітаристом.
На концерті в Москві 1 травня 1998 в складі групи вийшли відразу три гітариста (Кузьма, Джефф, Махно), на бас-гітарі дебютувала Наталія Чумакова. Всього через кілька місяців в Новосибірську Єгор грав удвох з місцевим барабанщиком і зі сцени сказав про те, що у нього більше немає гурту. Взимку 1998 роки після акустичного концерту в Харкові Єгор поскаржився журналістці на проблеми зі складом:

Ідеально, звичайно, було б набрати нових. Але звідки їх брати? Для того, щоб нормально зігратися з музикантами, щоб була духовна сумісність, потрібен час. Я цього зараз дозволити собі не можу, тому граю зі старими музикантами. Хоча вони не хочуть і вже за великим рахунком не можуть вкласти в цю музику те, що вкладали в 1989 році. З цієї причини я даю акустику і хочу зібрати нову команду.

У 1999 році музиканти знову зібралися, щоб зіграти кілька концертів, один з яких пройшов у Нью-Йорку. Це був перший виїзд групи за межі колишнього СРСР. В Америці було заплановано декілька концертів, але через погану організацію всі концерти, крім першого, були скасовані в останній момент. Після концерту в США Костянтин Рябінов остаточно залишився в Санкт-Петербурзі і припинив участь у групі.
Неприємності виникли у «ГрОб» і в Росії. Організувати тур в честь 15-річчя гурту взялася партія «Трудовая Россия», яка хотіла поєднати його з власної передвиборчої кампанією. На попередньому етапі відбулася зустріч Єгора Лєтова та голови партії Віктора Анпилова, яка розчарувала обох. На першому ж виступі в Москві зал кінотеатру «Авангард» (м. «Домодєдовському»), що не готовий до таких концертів, сильно постраждав: виявилися зламаними перші шість рядів крісел. Дізнавшись про заворушення на концерті, Віктор Анпілов заявив, що імідж гурту ганьбить партію, і дав вказівки припинити співпрацю і скасувати близько 10 наступних концертів в різних містах. Аналогічну заяву про розрив відносин послідувало і від групи. Тур був зірваний. Єдиний концерт, що відбувся після цього, пройшов в середині грудня в Іжевську. На ньому група грала без соло-гітариста: до Іжевська не зміг поїхати ні Кузьма, ні Джефф. На концерті в Москві і Іжевську Єгор вперше виступав на електричних концертах «ГО» з гітарою. До цього він завжди виступав як вільний вокаліст.
28 грудня 1999 помер гітарист «ГО» Євген П'янов — розбився, випавши з вікна 4-го поверху власного будинку. Обставини смерті невідомі. Кажуть, що Євген перед смертю випивав. Є версія, що це була трагічна випадковість. Після смерті «Махно» директор групи Сергій Попков познайомив Єгора з омським гітаристом Олександром Чеснаковим, який спочатку брав участь у концертах як сесійний гітарист, потім поступово влився до складу, ставши однією з основних фігур в «ГрОб» 2000-х. 1999 став останнім для старого складу групи.

### XXI сторіччя (2000—2008)
У 2002 році вийшов альбом «Звездопад», що повністю складається з пісень радянських авторів.

«Задуманий він був ще наприкінці роботи „Солнцеворот“, з Кузьмою. Пісень мусила бути ціла купа, двійник, а то і трійник. Причому не „ГО“, а „Коммунизм“. Серед інших — пісня з фільму „Король-Олень“, „Всё ещё впереди“, „Мы вращаем землю“, Висоцького тощо. Частина пісень мав співати Кузьма, він їх підбирав під себе, частину — я. У той час він уже зі студійного складу ГО фактично пішов, щоб зайнятися сольною кар'єрою. Після цього ідея концептуально змінилася, був задуманий диптих — з улюблених наших пісень і з західних, складений і виконаний за подібним принципом. Це родинні, у багатьох з яких мене як особистості більше ніж у власних, пісні, я про це багато вже говорив і не хочу повторюватися… Але це тільки одні з інших, окремі прояви того, що мені глибоко властиво по духу», — згадує Лєтов в off-line інтерв'ю від 24 листопада 2004 року.

Звездопад» так і було задумано як диптих, одна частина якого була б з радянських пісень 60-х років, а друга — англомовна. Можу сказати, що туди обов'язково увійшла пісня Shocking Blue «The Long and Lonesome Road», Beatles «I'm Only Sleeping», Love «Always See Your Face», Tomorrow «Hallucinations», Byrds «Thoughts and Words», Tornadoes «Telstar»… Загалом, був навіть цілий список.

У 2004 році Єгору Лєтову виповнилося 40 років, а «Гражданская оборона»» відзначила своє двадцятиріччя. У Санкт-Петербурзі і Москві пройшли концерти, де в складі групи виходили музиканти всіх складів «ГО». Московський концерт в ДК Горбунова, записаний з пульта і знятий з восьми камер, згодом вийшов у 2006 році як перший офіційний DVD «ГО» на лейблі «Выргород» (разом з концертним альбомом «XX лет ГО»).
У 2004 році було записано два альбоми: «Долгая счастливая жизнь» (вийшов у 2004 році) і «Реанимация » (вийшов у 2005 році), в яких гурт абстрагувався від політики і панк-року в бік психоделічного гаражного року. З їх виходом почався новий етап творчості «ГО». Альбоми добре прийняли музичні критики, крім цього з відходом Михайла Козирєва пісні з останніх альбомів вперше поставило в ефір «Наше радио», творчість групи широко висвітлювалося ЗМІ, це сприяло як появі у гурті нових шанувальників, так і розчарування в ній найбільш маргінальної частини публіки. Сам Єгор Лєтов байдуже сприймав зміни в сприйнятті «Цивільної оборони», практично не давав інтерв'ю (за винятком відповідей на питання на офіційному сайті) і складав нові пісні.
Після виходу альбому «Реанимация» проходять великі концерти в московських «Лужниках» (4000 глядачів) і петербурзькому «Юбилейном» (3500), а також американські гастролі гурту (Сан-Франциско, Нью-Йорк, Бостон). Восени 2005 року в групу прийшов барабанщик Павло Перетолчин, паралельно що був звукооператором гурту «Дети Picasso» і московського клубу «Проект ОГИ».
З 2005 року Єгор разом з Наталією Чумакової займався реставрацією і цифровим ремастеринґом ранніх альбомів «Гражданской обороны» та інших своїх проєктів. Виданням архіву «ГрОб-Рекордз» займалася фірма «Мистерия звука» (диски виходили у вигляді DigiPack-ів, картонних подарункових упаковок з товстими буклетами, архівними фото, текстами і коментарями музикантів). Останній склад групи:
- Єгор Лєтов — вокал, гітара;
- Наталія Чумакова — бас-гітара, орган (на записі);
- Олександр Чеснаков — гітара, орган (на записі);
- Павло Перетолчин — ударні.

9 травня 2007 видавництво «Выргород» випустило новий альбом гурту «Зачем снятся сны?», названий критиками найсвітлішим диском в дискографії гурту. Сам Єгор в розмовах про альбом говорив: «Вперше я створював річ для себе, щоб висловити все, що я відчуваю. Тому я не став ні матюкатися, ні на кого нападати».
Лєтов потрапив на обкладинку другого номера музичного журналу «Billboard» російською мовою. Московський концерт в підтримку альбому пройшов в клубі Б1 Максимум. На основі матеріалу, знятого і записаного на цьому концерті, був змонтований DVD «Концерт в Б1. Зачем снятся сны», випущений лейблом «2+2=5» в кінці року — другий офіційний DVD в історії гурту. Відмінною особливістю є динамічна картинка. Перший тираж в пластмасовому футлярі зі спрощеним оформленням з'явився на презентації диска на концерті «Гражданской обороны» в московському клубі «Точка» 26 жовтня 2007 року.
Восени 2007 року «Гражданская оборона» гастролювала в Норвегії, де представляла Росію на міжнародному літературному фестивалі Ordkalotten в студентському містечку Тромсе. На концерті в Осло в залі було багато місцевої публіки, на афішах концерту було написано «Legendarisk Russisk Punk» (Шаблон:Trr). Після Норвегії тур продовжився по Росії і в Україні. Концерти пройшли зокрема в Києві, Москві і Новосибірську. Концерти в Липецьку і Пскові були перенесені під тиском місцевої влади.
Незважаючи на те, що останній альбом гурту «Зачем снятся сны?» практично проігнорувало «Наше радио», на відміну від двох попередніх, за результатами року його продажу ще за життя Лєтова обійшли ці альбоми.
З 22 по 24 січня Єгор відповів на запитання шанувальників гурту. Інтерв'ю вийшло дуже великим, було опубліковано на офіційному сайті групи в двох частинах. На початку лютого, 8 і 9 числа, відбулися два концерти «Гражданской обороны» в Уфі і Єкатеринбурзі відповідно. Репортажну зйомку першого виступу показало місцеве телебачення. Концерт в Єкатеринбурзі був записаний цілком. Концерти пройшли добре, гурт як і раніше був на підйомі. За словами барабанщика Павла Перетолчина, після останнього концерту Єгор виглядав утомленим, але оживився, коли в гримерку прийшли хлопці з розігріваючої команди.
За кілька днів до смерті Єгор дзвонив своєму другові журналісту Максиму Семеляку. За словами Максима, у Єгора був «щасливий голос і сміх людини, яка відпочила». Вони говорили про плани, домовилися робити книгу діалогів, Єгор попросив купити йому в Москві американський збірник Fading Yellow — хвилювався, що його розкуплять. 24 лютого має відбутися акустичний концерт Єгора в Санкт-Петербурзі, після якого був запланований великий весняний тур групи, що починався на півдні Росії.
19 лютого 2008 року в Омську близько 16:00 за місцевим часом Єгор Лєтов помер уві сні від зупинки серця. За деякими даними, причиною зупинки серця стала гостра дихальна недостатність. У Єгора зупинилося дихання. Похований Єгор 21 лютого на Старо-Східному кладовищі Омська поруч з могилою своєї матері. Останній свій концерт Єгор і «Гражданская оборона» зіграли в Єкатеринбурзі 9 лютого 2008.
Відомо, що Єгор Лєтов готував до видання збірник раритетів «Со Скоростью Мира», але не встиг записати вокал. Туди планувалися пісні 1993-2007 років. Це в першу чергу альтернативні версії вже відомих пісень, записаних під час роботи над останніми альбомами групи, кавер на пісню БГ «Электрический пёс» (він був опублікований в рамках триб'юту БГ 9 травня 2012 року), демозаписи альбому «Зачем снятся сны?», Зроблені без барабанщика Павла Перетолчина. Крім цього, в останньому інтерв'ю Єгор згадував про двох DVD, які готувалися до випуску: електричний і акустичний концерт в клубі «Апельсин» з годинниковим бонусом концерту в Лужниках.

### Після смерті Єгора Лєтова
24 лютого 2008 року в Санкт-Петербурзі в нічному клубі «Орландіна» був запланований акустичний концерт Єгора Лєтова. Після смерті Єгора концерт був скасований, але трохи пізніше було вирішено в тому ж клубі провести концерт пам'яті Єгора, а зібрані кошти перерахувати до Омську родичам музиканта. Концерт був перерваний через аварію з проводкою.
7 березня 2008 в московському спорткомплексі «Олимпийский» премія в області рок-н-ролу «Чартова Дюжина». Премія в номінації «Легенда» була присуджена Єгору Лєтову. Нагороду отримали Наталія Чумакова та Сергій Попков. Також на премії прозвучала оркестрова версія пісні «Всё идет по плану» у виконанні оркестру Костянтина Кримеця.
У березні 2009 року на офіційному сайті оголошено підписку на тритомник автографів (рукописів, чернеток і чистовик пісень) Єгора Лєтова. Видання завершилося в 2014 році.
15 червня 2010 лейбл «Выргород» випустив подвійний концертний альбом — «Апельсин. Электричество», став першим за останні роки релізом з раніше невидані матеріалом «Гражданской обороны». Альбом являє собою записаний 19 листопада 2006 року на багатоканальний пульт концерт в клубі Апельсин, заново зведений і відреставрований Єгором і музикантами «Гражданской обороны» восени 2007 року.
17 жовтня 2009 в Москві в рамках міжнародного кінофестивалю «Завтра» відбувся показ «Егор Летов. Проект фильма», колажу з архівних відеоматеріалів, створеної вдовою музиканта Наталею Чумакової за участю Максима Семеляка, журналіста і друга Єгора. Спочатку анонсувалося, що це не фільм, а саме проект, показ якого має на меті привернути увагу тих, хто зможе на основі відеоархівів приступити до роботи над фільмом про «Гражданской обороне». З тих же причин цей колаж не планувався до видання. Однак на численні прохання «Проект Фильма» показали ще кілька разів у 2010 році в Москві, Санкт-Петербурзі, Ярославлі і Новосибірську. Відомо, що робота над фільмом ведеться, але ніякі терміни його виходу не озвучувалися.
У січні 2011 року на офіційному сайті групи почалася підписка на другий том книги рукописних віршів і пісень Єгора Лєтова. У листопаді 2011 року було випущено перевидання книги Єгора Лєтова «Стихи», підготовлене ним ще в 2007 році. У грудні 2011 року вийшов акустичний концертний альбом «Апельсин. Акустика». 9 травня 2012 року в інтернет був викладений «Электрический пёс» — кавер «Гражданской Обороны» на групу «Аквариум», 10 вересня «Электрический пёс» був випущений на компакт-дисках. В цей же день вийшли вінілові видання альбому «Зачем снятся сны?» і DVD концерту Єгора Лєтова в клубі «Апельсин».
Восени 2019 року було оголошено про возз'єднання колективу для проведення декількох концертів, приурочених до 35-ї річниці заснування гурту. Заходи пройшли в листопаді 2019 року в Новосибірську, Єкатеринбурзі, Санкт-Петербурзі і Москві.
Згодом тур був доповнений ще двома концертами в лютому 2020 року в Санкт-Петербурзі і Москві в зменшеному складі (Рябінов — Судаков — Староватов — Жевтун — Андрюшкін).
Фінальний концерт туру, 23 лютого 2020 р в Москві в клубі «Glastonberry», став останнім публічним виступом Костянтина Рябінова, який раптово помер від інсульту в Санкт-Петербурзі 16 березня 2020 року.
Влітку 2020 року на вініловій платівці був випущена запис першого електричного концерту гурту, що відбувся на I Новосибірському рок-фестивалі в 1987 році.

## Поезія Лєтова
Часто Лєтова запитували в інтерв'ю, чому його пісні і вірші рясніють цитатами з різноманітних книг, кінофільмів і інших творів мистецтва. На що він відповідав:

А щодо цитування… це дуже здорово — взяти і привнести щось несподіване і нове, красиве — в те, що вже… Це як узяти і дістати з горища стару іграшку, здути з неї пил, підморгнути, оживити — і нехай буде Свято! Розумієш?

В якості своїх улюблених і поетів які на нього найбільше вплинули Єгор навзав, в першу чергу, футуристів і ОБЕРІУтів, окремо виділяючи Олександра Введенського, Володимира Маяковського та Олексія Кручених. Із зарубіжних авторів Лєтов виділяв Вільяма Блейка і Георга Тракля, а з поетів-музикантів високо цінував Артура Лі з Love, Марка Сміта з The Fall і Боба Ділана.
Дослідження, що характеризує специфіку поезії Лєтова і його нішу серед інших рок-музикантів, було опубліковано під назвою «Русский рок, бессмысленный и беспощадный». Автори статті за допомогою методу token analysis виявили так звані «унікальні слова» з текстів випадкових пісень найвідоміших представників «російського року». Інакше кажучи, видалили з текстів усі повтори слів та показали частку «унікальних слів» в репертуарі рок-гуртів. До тексту пісень відносяться і всі повтори приспівів. Слова вважаються від першої до останньої літери: «струна» і «струни» — різні слова. Кількість запозичених слів достатня — 10000 на кожного виконавця. На твердому другому місці в цьому дослідженні — Єгор Лєтов і його гурт «Гражданская оборона».

## Колишні учасники
- Єгор Лєтов — вокал, гітари, бас-гітара, ударні, перкусія, нойз, ефекти і т. ін. (1984—1985, 1986—1990, 1993—2008) †
- Наталія Чумакова — бас-гітара, бек-вокал, електроорган (1997—2008)
- Павло Перетолчин — ударні (2005—2008)
- Андрій Бабенко (Босс) — гітара (1984—1985)
- Андрій Машковцев (Иван Камикадзе) — бек-вокал (1984)
- Андрій Васін (Курт) — вокал, бек-вокал (1984—1985)
- Олександр Кліпов (Иван Морг) — вокал, бек-вокал (1984—1985)†[27]
- Ірина Рябинова — вокал, бек-вокал (1985)
- Олександр Бусел — бас-гітара (1985)
- Олег Івановський — гітара (1985)
- Олександр Рожков (Иваныч) — флейта, гітара, перкусія, вокал та інші інструменти (1985—1986, 1991—1993)
- Валерій Рожков (Вэл) — флейта (1985—1986)
- Євгеній Філатов (Джефф) — бонги, губна гармошка, бек-вокал (1986)
- Олег Ліщенко (Бэби) — гітара, бас-гітара, вокал (1987) †
- Євгеній Ліщенко (Эжен) — бас-гітара, ударні, вокал (1987) †
- Яна Дягілєва (Янка) — бек-вокал, бас-гітара (1988, 1989, 1990) †
- Дмитро Селіванов — гітара (1988) †
- Євгеній Дєєв (Джон Дабл) — бас-гітара (1988) †
- Сергій Зеленський — гитара, бас-гіара (1989)
- Ігор Гуляєв — гітара (1994) †
- Євгеній «Махно» П'янов — бас-гітара, гітара (1995—1999) †
- Анна Волкова — бас-гітара, клавішні, електроскрипка, бек-вокал (1995—1997)

## Дискография
За всю свою історію гурт оприлюднив 23 офіційних, а також безліч неофіційних альбомів, багато бутлеґів, збірників, офіційних і неофіційних концертних записів. Загальна кількість композицій (зокрема кавери, інструментали, аудіомонологи, аудіоколажі проєкту «Коммунизм»), зроблених Єгором Лєтовим і його поплічниками, становить щонайменше 1153 записів, автором переважної більшості цих речей є сам Єгор Лєтов.
Студійні альбоми
- 1985 — Поганая молодёжь
- 1985 — Оптимизм
- 1986 — Игра в бисер перед свиньями
- 1987 — Мышеловка
- 1987 — Хорошо!!
- 1987 — Тоталитаризм
- 1987 — Некрофилия
- 1987 — Красный альбом
- 1988 — Всё идёт по плану
- 1988 — Так закалялась сталь
- 1988 — Боевой стимул
- 1989 — Тошнота
- 1989 — Песни радости и счастья
- 1989 — Война
- 1989 — Здорово и вечно
- 1989 — Армагеддон-попс
- 1989 — Русское поле экспериментов
- 1990 — Инструкция по выживанию
- 1997 — Солнцеворот
- 1997 — Невыносимая лёгкость бытия
- 2002 — Звездопад
- 2004 — Долгая счастливая жизнь
- 2005 — Реанимация
- 2005 — Лунный переворот (версія альбому «Солнцеворот»)
- 2005 — Сносная тяжесть небытия (версія альбому «Невыносимая лёгкость бытия»)
- 2007 — Зачем снятся сны?

Синґли
- 2012 — Электрический пёс

Збірники
- 2009 — Коллекция Легендарных песен
- 2017 — The Best, Pt. 1
- 2018 — The Best, Pt. 2
- 2018 — The Best, Pt. 3

## Триб'юти

### Студійні
- Гражданская оборона. Трибьют (2001)
- Гражданская оборона. Трибьют. Часть 2 (2003)
- Reинкарнация: Industrial Трибьют Гражданской обороны (2011)[28]
- VA by We Are Rock! — Гражданская оборона — Tribute to Здорово и вечно (2016)
- Gr.Ob Tribute / Скримо Пост-Советских окраин (2016)
- Без меня. Трибьют Егора Летова (2019)

### Концертні
- «Симфооборона» (2018)